# Alfonso Oiterong
Alfonso Rebochong Oiterong (9. října 1924, Aimeliik, Mandátní území Tichomořské ostrovy – 30. srpna 1994) byl palauský politik, který v letech 1981 až 1985 zastával během vlády prezidenta Harua Remeliika funkci viceprezidenta Palau. Po vraždě prezidenta Remeliika se Oiterong vrátil z New Yorku, aby 2. července 1985 převzal funkci prezidenta. Tuto funkci zastával do 25. října 1985, než ho v úřadu vystřídal vítěz mimořádných prezidentských voleb Lazarus Salii.